# Juan Agustín Barriga Espinosa
Juan Agustín Barriga Espinosa (Santiago, 19 de agosto de 1857 - Santiago, 28 de diciembre de 1939), fue un abogado, periodista, escritor, político y académico chileno.

## Primeros años de vida
Era hijo del político José Miguel Barriga Castro y de Trinidad Espinoza Plaza de los Reyes. Estudió en el Colegio de los Sagrados Corazones, después su padre lo matriculó en el Instituto Nacional, cuando era dirigido por Diego Barros Arana. Pasó luego a la Universidad de Chile, Facultad de Derecho y juró como abogado el 1 de enero de 1880.
Contrajo matrimnonio con Margarita Castro y tuvieron un hijo.

## Vida pública
Abogado de profesión, en política abrazo el ideal conservador. Estudió leyes en la Universidad de Chile, en la que obtuvo el grado en 1879. Fue profesor en la Universidad Católica y ejerció la cátedra de leyes entre el 29 de marzo de 1889 a 1891, y ad honórem la filosofía del derecho en la Universidad de Chile.
Fue miembro de la Facultad de Filosofía y Humanidades de esta casa de estudios, y de varias academias (Real Academia de Jurisprudencia de Madrid a partir de 1922). Fue asimismo periodista y escritor fecundo. Destacó como orador y jurado. sus últimos años los vivió modestamente.
Siendo un joven estudiante se aficionó a las letras y a la política; ingresó al  partido Conservador y cooperó durante los años 1875 y 1879, en el periódico de esa tendencia "La Estrella de Chile", donde mostró su pluma en artículos dedicados a las artes y a la crítica literaria con un estilo ágil y desenvuelto. Entregó a la prensa una colección de poemas y un ensayo titulado "Ideas sobre el arte y la moral", lo que lo situó entre los grandes pensadores de ese momento.
En 1887 fue presidente de la Pontificia Academia de Santo Tomás de Aquino. La Real Academia Española de la Lengua le designó miembro correspondiente en Chile.
Fue elegido diputado suplente por Illapel, período 1882 a 1885; electo como suplente, se incorporó en propiedad en reemplazo de Emilio Crisólogo Varas Fernández, propietario electo que no asumió el cargo, por haber aceptado otro, fuera del Congreso.
Diputado propietario por Los Andes, período 1885 a 1888; integró la Comisión Permanente de Educación y Beneficencia.
Diputado propietario por Santiago, período 1888 a 1891; integró la Comisión Permanente de Negocios Eclesiásticos.
En 1891 abandonó el país y se radicó en Buenos Aires y Montevideo, en donde también dio muestra de sus dotes literarias. En 1892 regresó a Chile y retomó la Cátedra de Filosofía del Derecho en la Facultad de Derecho de la Universidad de Chile.
Diputado por Concepción, Talcahuano, Lautaro y Coelemu, período 1894 a 1897; integró la Comisión Permanente de Constitución, Legislación y Justicia; miembro de la Comisión Conservadora para el receso 1895-1896.
Su primer debate en la Cámara, fue en defensa de los principios católicos acerca de los cementerios laicos, trenzándose en discusión con su ex profesor Miguel Luis Amunátegui, a quien llegó a confundirlo, con la solidez de sus argumentos.
En sus diferentes períodos como parlamentario continuó defendiendo los principios católicos, como el matrimonio eclesiástico por sobre el civil.
En 1896 propició la renovación dentro del partido Conservador, abordando el tema del doctrinarismo del partido y queriendo incorporarlo a las ideas del Papa León XIII, predicadas en su encíclica Rerum Novarum, pero dicha idea no prosperó.
Consultor de la oficina de expropiación de la Dirección de Obras Públicas en 1927.